# 李绅 (袁王)
李绅（？—860年6月15日），唐朝皇子，是唐顺宗李诵的第十九子，生母不详。
生年没有记载。贞元二十一年（805年），李绅被父亲唐顺宗封为袁王，咸通元年（860年）五月廿三，李绅去世。《旧唐书》误作太和十四年。有一子，安善郡王李慬。